# Joachim Paul Assböck
Joachim Paul Assböck (ur. 26 października 1965 w Kolonii) – niemiecki aktor telewizyjny i filmowy.

## Filmografia

### Filmy fabularne
- 1993: Lista Schindlera jako Clerk Klaus Tauber, pisarz w Gestapo
- 1996: Król Olch jako Skaut Wermachtu
- 2001: D’Artagnan jako Hessian
- 2002: Pianista jako policjant
- 2002: Equilibrium jako kaskader
- 2002: Joe i Max (TV) jako porucznik Gestapo
- 2007: Katyń jako Müller
- 2009: Snajper. Broń odwetu jako kpt. Kleist
- 2010: Joanna jako oficer SS
- 2011: Anonimus jako strażnik więzienny
- 2012: W ciemności jako Nowak
- 2017: Babylon Berlin jako major Beck
- 2024: Biała odwaga jako gubernator

### Seriale telewizyjne
- 1997: Tatort – odc. Der Tod spielt mit jako Arno
- 1997: Nasz Charly (Unser Charly) jako Josef
- 1997: Kobra – oddział specjalny – odc.: Shotgun jako Mütz
- 1997: Tatort – odc. Willkommen in Köln jako Zorro – Ein Drogendealer
- 1999: Balko jako Günther Gutheil
- 2004: Nasz Charly (Unser Charly) jako pilot
- 2007: Tatort – odc. Die dunkle Seite jako Alex Vohwinkel
- 2010: Tatort – odc. Borowski und eine Frage von reinem Geschmack jako dziennikarz
- 2014: Kobra – oddział specjalny – odc.: Ciemna strona (Die dunkle Seite) jako Marcus Thieme
- 2017: Stacja Berlin jako policjant Marksman
- 2017: Kobra – oddział specjalny – odc.: Die verlorenen Kinder jako Günther Pfaff